# Nilcéia Freire
Nilcéia Freire de Matilde (Río de Janeiro, 14 de septiembre de 1953 - Río de Janeiro, 29 de diciembre de 2019) fue una médica, académica e investigadora brasileña feminista.

## Biografía
Obtuvo su grado en medicina, en la Universidad del Estado de Río de Janeiro, con una maestría en zoología; donde obtuvo un cargo de profesora y, en 1999, fue elegida rectora.
Durante su gestión ejecutiva en la rectoría, la UERJ implantó el sumamente polémico sistema de cuotas que reserva vacantes o cupos, para alumnos negros de baja renta, y formados en escuelas públicas.
Desde 1995 estuvo afiliada al Partido dos Trabalhadores, y el 29 de enero de 2004 realizó su juramento como secretaria especial de políticas para la mujer del Gobierno de Lula. En julio de 2004, coordinó la I Conferencia Nacional de Políticas para las Mujeres, que reunió a más de 120 000 dirigentes femeninas de todo el país, a consecuencia de esa movilización publicó, a finales de 2004, el Plano nacional de políticas para las mujeres.
Falleció a los sesenta y seis años a consecuencia de un cáncer el 29 de diciembre de 2019 en Río de Janeiro.